# Førresfjorden
Førresfjorden er en fjord i Tysvær og Karmøy kommuner  i Rogaland fylke i Norge. Den ligger lige øst for Haugesund, og inderst i fjorden ligger landsbyen Førre. Fjorden har indløb fra Boknafjorden via Fosnasundet, øst for øen Fosen.